# Гребля Оровілл
Гребля Оровілл (англ. Oroville Dam) — гребля на річці Фетер, складова комплексу Орвілл-Термалліто, на схід від міста Оровілл в штаті Каліфорнія, США. Насип греблі досягає висоти 230 метрів, довжина — 2110 метрів. Гребля є найвищою в США. Вода і енергія від греблі та ГЕС-ГАЕС сприяє зрошенню 306000 га в посушливій долині Сан-Хоакін та водопостачання близько 25 мільйонів чоловік.

## Будівництво та конструкція
Будівництво було розпочате в 1961 році, земляний насип греблі завершений в 1967, будівництво загалом — в 1968. Урочисто відкрита 4 травня 1968 року. В результаті зведення греблі утворилось водосховище Оровілл з запасом води 4.36 млрд м³.
На греблі розташована ГЕС-ГАЕС.
До складу споруди входять:
- Власне гребля Оровілл 235 м заввишки. Кам'янонакидна з глиняним ядром.
- Два поверхневих водоскиди на правому березі — основний і аварійний.
- Підземна будівля ГЕС-ГАЕС на лівому березі, в якій розташовано шість гідроагрегатів (три звичайних 3х132 МВт і три реверсних 3х141 МВт), загальною потужністю 819 МВт.

## Призначення
- Гідроенергетика — річне виробництво 1,490 ГВтч[5];
- Іригація — вода по проходженню греблі прямує річищем річки Фетер і Сакраменто, досягаючі дельти Сакраменто-Сан-Хоакін, звідки спрямовується Каліфорнійським аквідуком на зрошення ланів Південної Каліфорнії;
- Боротьба з повенями;
- Риборозведення.

## Аварія
В лютому 2017, після сильних зливових дощів рівень води у водосховищі Оровілл піднявся до критичної позначки. 7 лютого 2017 року на бетонному жолобі водоскиду греблі було виявлено ушкодження, через що було зменшено обсяги води, що скидається водоскидом.

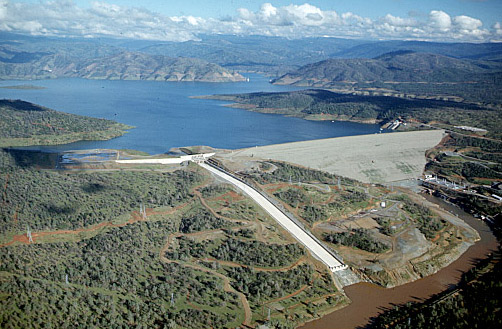
Оровільське водосховище (у верхній частині світлини), водоскид, що зазнав руйнувань (від центру донизу-праворуч), та резервний водоскид (в центрі ліворуч)

11 лютого був задіяний додатковий аварійний переливний водоскид, який до цього жодного разу не використовувався. Вода з нього скидалася безпосередньо на підошву водоскиду і далі по рельєфу. Через недостатнє скидання води основним водоскидом та надмірне аварійним почалося інтенсивне, більше за очікуване, розмивання підошви водоскиду, не захищеної кам'яним накиданням, що могло призвести до катастрофічного руйнування водоскиду.
12 лютого було прийнято рішення про евакуацію населення з території вниз від греблі, яке могло постраждати в разі прориву греблі. У зону евакуації потрапили 130 тисяч чоловік.
13 лютого 2017 року розмір ушкодження в жолобі водоскиду досяг 200 футів, але, загалом, темп руйнування жолобу у напрямку до кромки греблі дещо уповільнилося, що дозволило збільшити обсяги скидання води, знизити рівень води у водосховищі та припинити скидання води резервним водоскидом. Зменшенню руйнування також сприяло скидання у вимоїну брил каміння.
Фрагменти зруйнованого основного водоскиду та змиті породи утворили затор на річці, що також призвело до підняття її рівня. В цих умовах шлюзи електростанції, що знаходяться на рівні підошви дамби, були перекриті для запобігання затоплення машинного залу.